# Йоганнес Гендрік Крамерс
Йоганнес Гендрік Крамерс (нід. Johannes Hendrik Kramers, 26 лютого 1891, Роттердам — 17 грудня 1951, Угстгест) — нідерландський педагог, історик-сходознавець (османіст), ісламознавець, географ, правознавець, великий знавець ісламського права. Ординарний професор Лейденського університету. Один з головних авторів першого видання фундаментальної «Енциклопедії ісламу» й один із редакторів першого тому її другого видання. Один із головних редакторів (разом з Арентом Яном Венсінком) малої «Енциклопедії ісламу», так званого «Ісламського енциклопедичного словника» (нім. Handwörterbuch des Islam) 1941 року та його англомовної версії (спільно з Гамільтоном Гіббом).

## Біографія
Народився 26 лютого 1891 року в Роттердамі, Нідерланди у родині лікаря. Спочатку навчався у знаменитій у місті Gymnasium Erasmianum, одну з найпрестижніших гімназій в країні. Тут навчався у поета Яна Леопольда, який одного разу вручив йому рукопис «Oostersche schetsen» (з нід. — «Східні ескізи / замальовки») арабіста Герлофа ван Влотена, що викликало «пробудження його інтересу до Близького Сходу». 26 лютого 1891 року став студентом Лейденської академії, де здібного юнака помітив Християн Снук-Хюргроньє, один з найвідоміших ісламознавців Нідерландів, і переконав вступити на факультет юриспруденції для вивчення ісламського права замість арабістики, як спочатку планував Крамерс. Під його керівництвом Йоганнес активно вивчав ісламську історію й ісламське право, а 1914 року захистив дисертацію на тему «De strafrechtsspraak over de Nederlanders in Turkije» (з нід. — «Кримінальне правосуддя для голландців у Туреччині»). Тоді ж почалася Перша світова війна, і за рекомендацією свого вчителя зі знанням турецької і перської мов науковець влаштувався драгоманом у посольство Нідерландів в Константинополі, де, побачивши вмирущу Османську імперію, зацікавитися історією країни і вирішив пов'язати своє життя з її вивченням. Християн тим часом готував доповідь про політичні події в Османській імперії і про можливість розквіту панісламізму.
22 лютого 1922 року влаштувався в Лейденський університет на посаду лектора перської та турецької мов. Тут він остаточно відмовився від кар'єри дипломата і до кінця життя займався правом й історією Османської Туреччини. Першою його працею стала книга «Over de geschiedschrijving bij de Osmanse Türken» (з нід. — «Про історіографію османських тюрків»), яку німецький османіст Франц Бабінгер назвав «чудовою працею», а самого Крамерса описав як людину, яка відмінно показала себе як знавця Османської історіографії. Ця робота стала «інавгураційною промовою» Крамерса як викладача. Спочатку він викладав лише мови, перську та турецьку, і з ними ж були пов'язані його наукові дослідження, які були не єдиними повноцінними працями, а «описовими дослідженнями тих чи інших проблем». 1925 року Крамерса обрали до Комітету з розслідування прикордонних суперечок між Туреччиною й Іраком, і він вирушив на місце для вивчення перипетій взаємин між країнами. За короткий час науковець опанував кілька діалектів курдської мови, що вкрай стало у пригоді делегації Ліги Націй. Тоді ж він опублікував у журналі «Acta Orientalia» кілька статей з османістики німецькою, французькою й англійською мовами, а його звіт про місію зберігається в бібліотеці Міжнародного інституту соціальної історії в Амстердамі. Після закінчення місії Крамерс подорожував Сирією, Палестиною і Єгиптом. Тоді ж брав участь у проєкті з редагування колекції ранніх арабських мап Африки та Єгипту, «Monumenta cartographica Africae et Aegypti», за фінансової підтримки принца Юсуфа Камаля і за участю Фредеріка Каспара Відера, бібліотекаря університетської бібліотеки Лейденського університету, тісно пов'язаного з E.J. Brill.
1931 року головував на проведеній в Лейденській академії міжнародної сходознавчої конференції. На ній виробили набір правил позначення стану епіграфічного чи папірологічного тексту в сучасному виданні. Ця система отримала назву Лейденської і пізніше стала стандартною.
Подальші дослідження стосувалися географії ісламського світу. Написав кілька трактатів і почав, але так і не встиг закінчити переклад праці Ібн Хаукаля. За словами Бабінгера, саме з ім'ям Крамерса пов'язане відродження інтересу до ісламської географії, яка з часів смерті де Гує «лежала в руїнах». Однією з найбільш значних його праць з теми стала стаття «Djughrâfiyya» в першому виданні«Енциклопедії ісламу». Надалі щільніше вивчав арабські мови і саме в цій сфері 28 грудня 1939 року став ординарним професором Лейденської академії, змінивши незадовго до цього померлого Арента Яна Венсінка. Раніше він часто замінював його і разом зі своїми колегами-орієнталістами Юдой Палашем і Корнелісом ван Арендонком працював над арабськими рукописами і працями з арабської мови. На цю тему Крамерс написав книги «De taal van de Koran» (Лейден, 1940) і став редактором збірки «De Semitische Talen» (Лейден, 1949). Крім того, вивчав історію руху, яке проголосило себе пророком Мані. Але при цьому, за словами Бабінгера, його улюбленою темою все одно була історія Туреччини й Османської імперії. На цю тему Крамерс написав безліч статей, зокрема великі праці в першому виданні «Енциклопедії ісламу». 1941 року вийшла його спільна з А. Я. Венсіком робота «Handwörterbuch des Islam», мале видання «Енциклопедії ісламу». 1961 року, через десять років після смерті вченого, вийшла її англомовна версія.
1942 року подав у відставку з посади професора на знак протесту проти антиєврейської політики нацистів в Нідерландах. Після звільнення країни від окупації знову обійняв свою посаду і навіть був прийнятий на роботу як один з головних редакторів першого тому другого видання «Енциклопедії ісламу». Але з 1947 року страждав від болю в серці і 17 грудня 1952 року помер від серцевого нападу. Його здоров'я остаточно підкосила Друга світова війна, особливо той важкий тягар, що випав у той період на Нідерланди. У 1954—1956 роках колеги опублікували двотомний збірник статей науковця французькою, нідерландською, англійською та німецькою мовами, а того ж 1956 року — перший в історії не скорочений переклад Корану голландською мовою. У ньому Крамерс намагався якомога точніше передати характер арабської мови і дотримати урочистий, сакральний характер тексту, через що в книзі є кілька специфічних конструкцій, що роблять деякі моменти незрозумілими для широких мас. В іншому випадку Крамерс зміг приділити занадто мало уваги тлумаченню Корану, як це практикувалося ісламськими науковцями, і його розуміння низки віршів не зовсім правильне. Тому за його перекладом пішли інші: адаптація його тексту Асадом Джабером і Гансом Янсеном (1992) й абсолютно нова версія від ісламознавця з Гронінгена Фреда Лімхуіса (1989), який не тільки вибрав стиль і тон, розраховані на широку авдиторію, але і додав в свою інтерпретацію думки сучасних собі ісламських науковців.

## Оцінки
За словами німецького тюрколога Франца Бабінгера, зі смертю науковця «затихла остання луна щасливого і великого періоду сходознавства в Нідерландах».

## Сім'я
Мав молодшого брата Гендріка Антоні Крамерса, фізик-теоретик, учень Нільса Бора і сина з таким же іменем, який народився в Константинополі 1917 року, спеціаліст з гідроаеродинаміки, професор Делфтського технічного університету і того ж Лейденського університету. Іноземний член-кореспондент Національної інженерної академії США.